# Vienne (dipartimento)
La Vienne , in italiano anche Vienna, è un dipartimento francese della regione Nuova Aquitania. Il territorio del dipartimento confina con i dipartimenti dell'Indre e Loira a nord, dell'Indre a est, dell'Alta Vienne a sud-est, della Charente a sud, delle Deux-Sèvres a ovest e del Maine e Loira a nord-ovest.
Le principali città, oltre al capoluogo Poitiers, sono Châtellerault, Montmorillon, Loudun e Chauvigny.

## Amministrazione

### Gemellaggi
- Breslavia, dal 1990